# Platyrhacus beauforti
Platyrhacus beauforti är en mångfotingart. Platyrhacus beauforti ingår i släktet Platyrhacus och familjen Platyrhacidae. Inga underarter finns listade i Catalogue of Life.